# 格蘭德萊克鎮區 (明尼蘇達州聖路易斯縣)
格蘭德萊克鎮區（英語：Grand Lake Township）是位於美國明尼蘇達州聖路易斯縣的一個行政鎮區。

## 地方資料
格蘭德萊克鎮區的面積為185.07平方千米，當中陸地面積為170.63平方千米，而水域面積為14.44平方千米。根據2020年美國人口普查的數據，當地共有人口2720人，而人口密度為每平方千米14.7人。